# Склянка води (фільм, 1979)
«Склянка води» (рос. «Стакан воды») — російський радянський художній фільм, друга (перша була у 1957 році) в СРСР екранізація однойменної п'єси відомого французького драматурга Ежена Скріба про інтриги англійського двору початку XVIII століття та їхній вплив на політику. Фільм вийшов на екрани у 1979 році.

## Сюжет
Початок XVIII століття. Англія (вже Велика Британія) виявилась втягнутою та руйнівної війни з Францією за іспанську спадщину. Англійський двір, формально перебуваючи в руках королеви Анни, насправді перебуває під контролем герцогині Мальборо.
При дворі триває політична боротьба між двома партіями: герцогиня Мальборо прагне продовжити війну до переможного кінця, а Лорд Болінгброк вважає, що війну необхідно припинити й почати мирні перемовини.
Офіцер охорони Мешем виявляється потрібним не тільки своїй коханій, продавчині Абігайль Черчилль з ювелірної крамниці Томвуда, але і стає плодом розбрату між герцогинею Мальборо та королевою Анною. Лорд Болінгброк, дізнавшись про інтригу, робить усе можливе, щоб полум'я любовних пристрастей трьох жінок спрямувало придворне життя й політику країни у потрібне для нього та Англії русло…
Тонка закулісна гра Болінгброка дає необхідні йому плоди: Англія підписує з Францією мирну угоду, герцогиню на посту першої статс-дами змінює вірна лорду Абігайль, якій дістається Мешем, а королева Анна, переконана, що молоді люди (міс Черчилль і капітан Мешем) одружуються, щоб врятувати її добре ім'я, тепер цілковито довіряє Абігайль.
Назва фільму «Склянка води» пояснюється умовним знаком, за яким з'ясовується кохання королеви Анни до капітана охорони Мешема.
Герцогиня Мальборо, яка спалахує від ревнощів, свариться з королевою Анною та в результаті цієї сварки Війна за іспанську спадщину припиняється.

## У ролях
- Кирило Лавров — Генрі Сент-Джон, віконт Болінгброк
- Алла Демидова — герцогиня Мальборо
- Наталія Бєлохвостікова — Анна, королева Англії
- Світлана Смирнова — Абігайль Черчилль
- Петеріс Гаудіньш — Мешем
- Ігор Дмитрієв — маркіз де Торсі
- Юріс Стренга — граф Штауенбауер, посол Австрії
- Олександр Вокач — лорд Девоншир